# Canadair CL-289
Die CL-289 ist eine Aufklärungsdrohne, die von Canadair und Dornier als Hauptunterauftragnehmer hergestellt wurde. Die Sensorik besteht aus einer Reihenbildkamera und einem Abtastgerät im Spektrum der Infrarotstrahlung (Infrarot-Linienscanner, kurz IRLS-Infrared Line Scanning). Die Komponenten zur Bilddatendirektübertragung stammen von der französischen Firma SAT (heute Safran S.A.). Das Aufklärungssystem wurde 1990 bei der Bundeswehr und 1992 bei der französischen Armee eingeführt. Es absolvierte bei der Bundeswehr in seinem Betriebszeitraum bis 2009 lediglich 468 Flugstunden.

## Fluggerät
Das Aufklärungssystem startet mithilfe einer Feststoffrakete. Dieser Booster hat einen Schub von 32 kN.
Im Flug selbst wird die Drohne von einem Rolls-Royce T-117 Turbojet-Triebwerk angetrieben. Dieses kompakte Einwellentriebwerk hat einen Schub von 1,03 kN.
Das unbemannte Luftfahrzeug fliegt selbständig einen vorher programmierten Kurs. Es können bis zu 199 Vorgänge programmiert werden. Die Navigation erfolgt georeferenziert mit Global Positioning System (GPS)-Stützung. Nach dem Flug landet die Drohne an einem Fallschirm auf zwei Landekissen.

## Einsätze
Die Bundeswehr war eine der ersten Armeen, die mit einem unbemannten Luftaufklärungssystem ausgestattet waren. Das System konnte im Nahbereich Videosequenzen aufnehmen und direkt übertragen, bei weiteren Strecken jedoch nur Bildaufnahmen machen, die erst nach Rückkehr zur Verfügung standen.
Das Artillerieaufklärungssystem CL-289 wurde erstmals im Rahmen der Stabilisation Force (SFOR) in Bosnien und Herzegowina eingesetzt. Von Februar 1997 bis 1999 wurden 376 Aufklärungsflüge im ehemaligen Jugoslawien durchgeführt. Der erste Aufklärungsauftrag der US-Streitkräfte wurde von einer deutschen Drohnenbatterie in Mostar durchgeführt, die Berechnungen der Kurse (im aufwendigen Ersatzverfahren) stellte anfangs die Drohnenlehrbatterie 300 (DLB 300) im rheinland-pfälzischen Idar-Oberstein, da zu der Zeit noch keine systemkompatiblen digitalen Landschaftsdaten von Bosnien zur Verfügung standen. Die dort erstellten Kurse wurden an die Schwesterbatterie in Mostar übermittelt. Im Rahmen der Kosovo Verification Mission (KVM) wurden für die Luftraumüberwachungsmission (Operation Eagle Eye) rund 350 Soldaten einer Drohnenbatterie CL-289 und deren Logistik- und Sicherungskräfte ab November 1998 in Tetovo, Mazedonien stationiert. 18 Drohnen kamen über dem Kosovo zum Einsatz, davon gingen allerdings fünf verloren. Mitte April 1999 stellte Verteidigungsminister Rudolf Scharping Bildmaterial von Aufklärungsflügen der CL-289 der Chefanklägerin Louise Arbour des Internationalen Strafgerichtshofs für das ehemalige Jugoslawien (ICTY) zur Verfügung.
Am 18. März 2009 fand auf dem NATO-Truppenübungsplatz Bergen durch das Beobachtungspanzerartilleriebataillon 131 aus Mühlhausen/Thüringen der letzte Flug der Drohne CL-289 statt. Insgesamt wurden 1.401 Flüge und 468 Flugstunden mit dem System durchgeführt. Die einzig verbliebene und im hessischen Standort Stadtallendorf beheimatete Drohnenbatterie CL 289 wurde am 31. Dezember 2009 außer Dienst gestellt.

## Komponenten des Gesamtsystems beim Deutschen Heer
- Fluggerät Drohne CL-289
- Startfahrzeug M21 (MAN N 4520 7to mil gl)
- Flugplanungsanlage M09 (Kabine Fm II verlastet auf Lkw Daimler-Benz DB 1017)
- Bilddatenempfangsanlage M11N (Kabine Fm II verlastet auf Lkw Daimler-Benz DB 1017 m. Sonderaufbau)
- Luftbildauswerteanlage M12N (Kabine Fm II verlastet auf Lkw Daimler-Benz DB 1017)
- Mobile Einrichtungen für die feldmäßige Instandsetzung
- Drohnentransportfahrzeug M24

## Technische Daten
- Länge: 3,70 m
- Spannweite: 1,32 m
- Leermasse: 140 kg
- Maximale Startmasse: 340 kg
- Nutzlast: 32 kg
- Kraftstoffkapazität: 72 l
- Reichweite: max. 400 km
- Max. Flugdauer: 30 min
- Eindringtiefe: ca. 170 km
- Geschwindigkeit: 720 km/h (820 km/h beim Start)
- Gipfelhöhe: 3000 m zurzeit Entwicklung neuer Software für Flüge bis 5000 m
- Kurvenradius: ca. 3000 m
- Aufklärungshöhe: 200–1200 m
- Echtzeitübertragung: ca. 70 km
- Nutzlast: Kleinbild-Reihenkamera, IR-Sensor

## Bilder

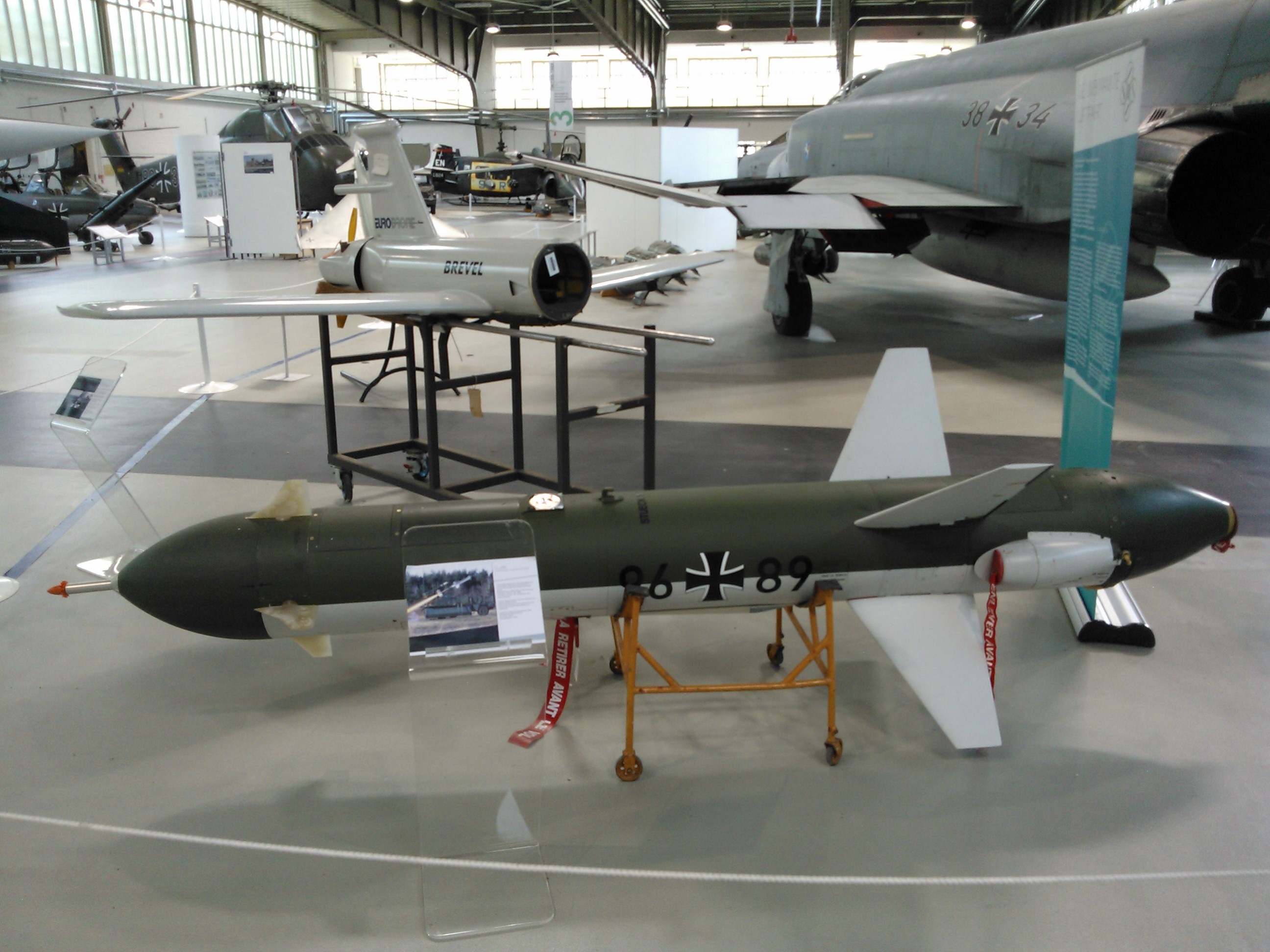
Drohne
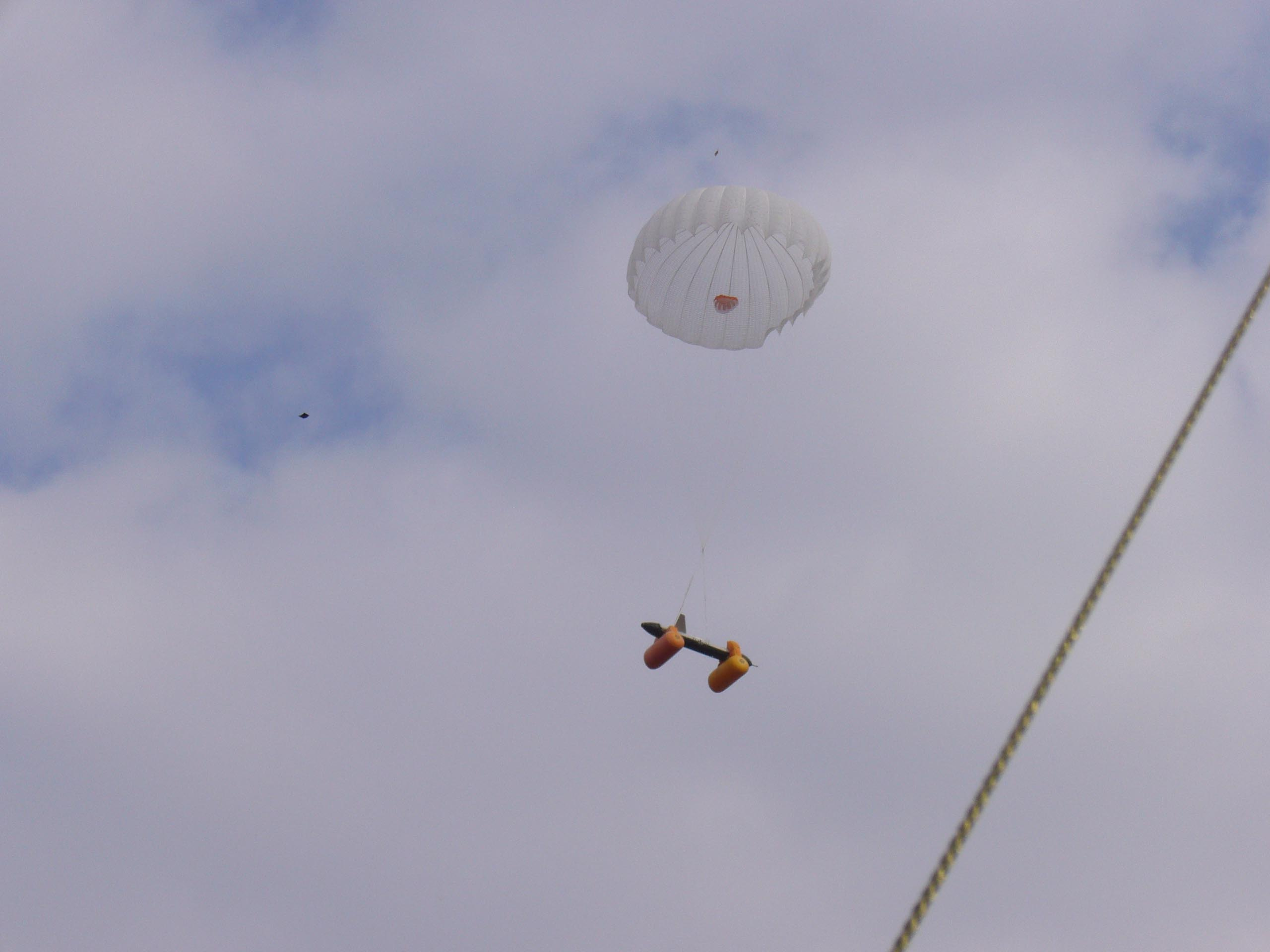
Landung mittels Fallschirm und Landekissen
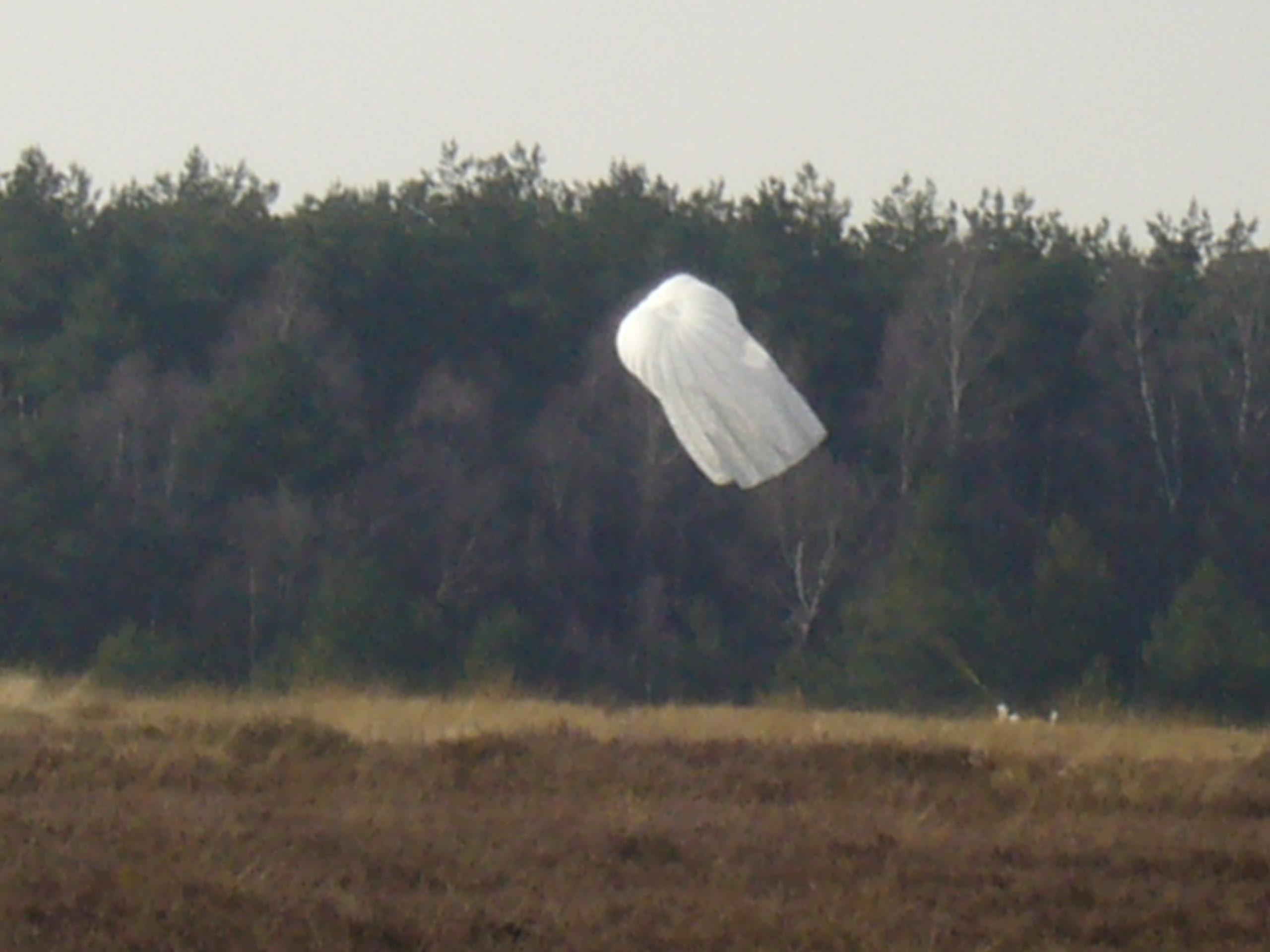
„Aufschlag“ einer Drohne am Landeplatz
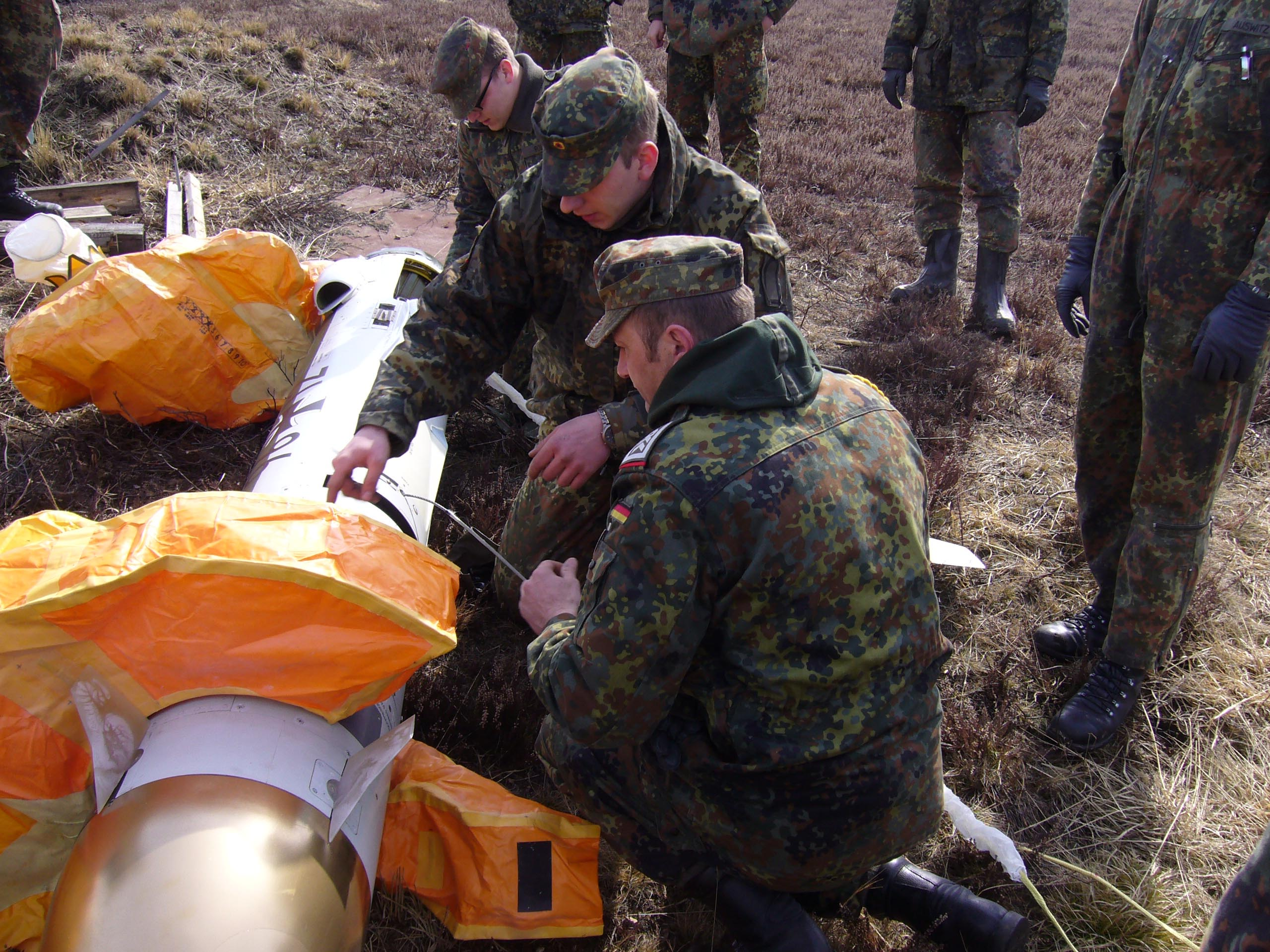
Landekissen der CL-289
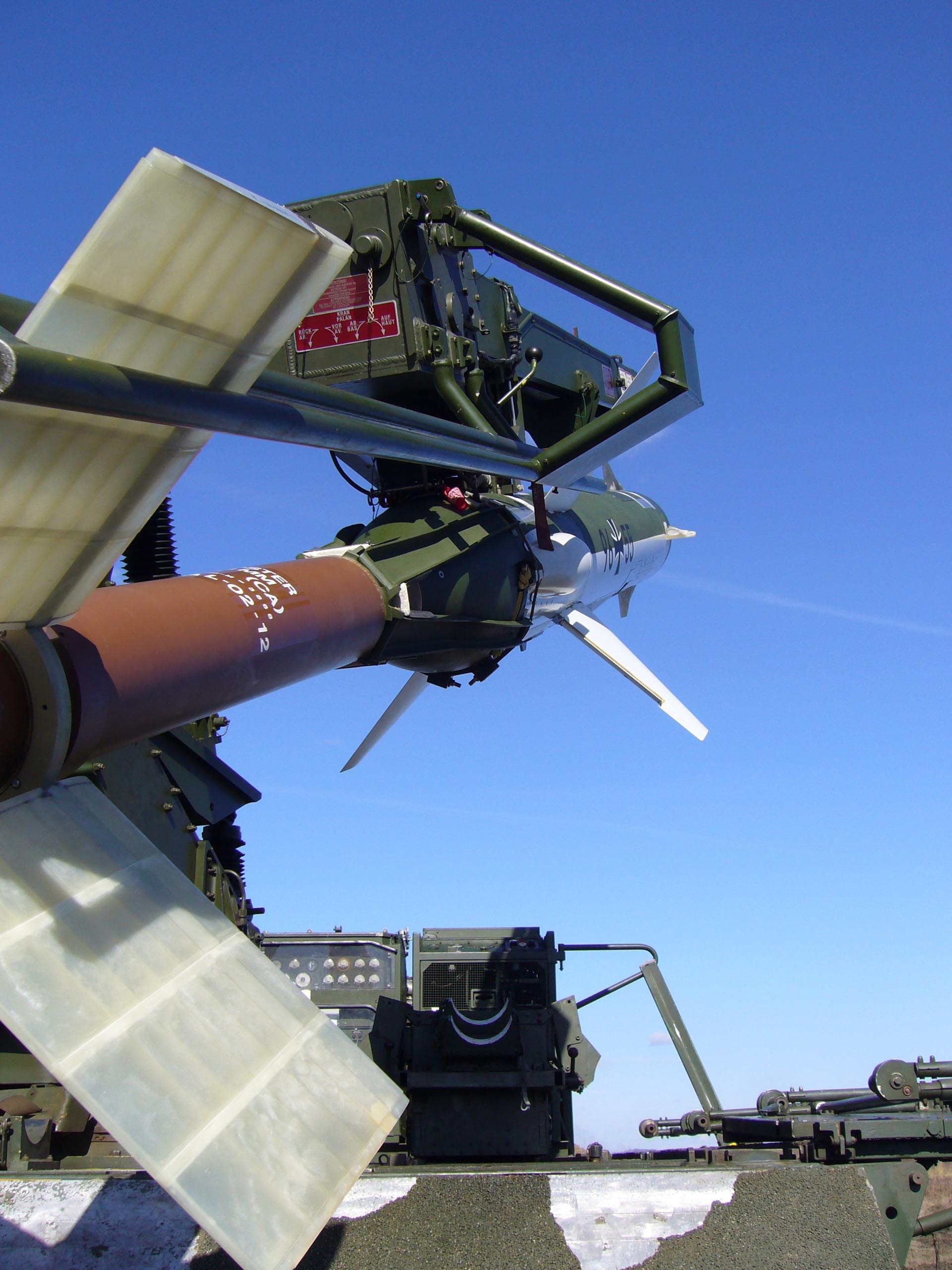
Drohne von hinten – Starttriebwerk